# Alberto Pandolfi
Alberto Ítalo Luis Pandolfi Arbulú (20 de agosto de 1940) es un ingeniero mecánico, empresario y político peruano. Durante el gobierno de Alberto Fujimori, se desempeñó como Presidente del Consejo de Ministros del Perú en dos oportunidades (1996-1998, 1998-1999) y como Ministro de Transportes (1999-2000), Ministro de Energía y Minas (1996-1997) y Ministro de Pesquería (1996).

## Biografía
Nació el 20 de agosto de 1940.
Ingresó a la Universidad Nacional de Ingeniería (UNI), en la cual se tituló como Ingeniero Mecánico Eléctricista. Se especializó en metalurgia, siderurgia y cemento.
Realizó una Maestría en Administración de Empresas en la Escuela Superior de Administración y Negocios (ESAN). De la misma manera, realizó estudios de Postgrado en Alemania.
Pandolfi trabajó durante once años en Cementos Lima y fue Gerente Gerente General.
Fue Gerente General de la Cadena Envasadora San Fernando.
Fue Presidente del Directorio de Conservas Peruanas.
Fue Gerente General de Metalúrgica Peruana S.A. Formó parte del Cepri para la privatización de la Fábrica de Cementos Yura de Arequipa.
Se casó con Patricia Mercado Neumann, hija del exministro Edgardo Mercado Jarrín.

## Vida política

### Presidente del Consejo de Ministros (1996-1998)
El 3 de abril de 1996, fue designado presidente del Consejo de Ministros por el expresidente Alberto Fujimori.

### Ministro de Pesquería (1996)
El mismo día de asumir el premierato, Pandolfi fue también designado Ministro de Pesquería.
El 3 de mayo de 1996 el Congreso de la República le dio el voto de confianza con 64 votos a favor, 9 en contra y 15 abstenciones.
En junio de 1996, Pandolfi se presentó ante el Congreso y expuso la política de privatización del gobierno. Pandolfi se refirió a la privatización de Petroperú, lo que había generado debate entre ciertos sectores del parlamento. Al final de la exposición, Pandolfi planteó una cuestión de confianza sobre la política de privatizaciones del Gobierno. El Congreso la aprobó con 70 votos a favor.
El 19 de septiembre de 1996, Pandolfi renunció a la cartera de Pesquería

### Ministro de Energía y Minas (1996-1997)
Al día siguiente de haber renunciado al ministerio de pesquería, Pandolfi fue nombrado Ministro de Energía y Minas, reteniendo la Presidencia del Consejo de Ministros.
El 26 de septiembre de 1996 Pandolfi fue interpelado junto a los ministros del Interior, Juan Briones Dávila y de Defensa, Tomás Castillo Meza por la relación del narcotraficante Demetrio Chávez Peñaherrera (conocido como Vaticano) y el entonces asesor presidencial Vladimiro Montesinos. Los ministros respondieron a los pliegos interpelatorios y Pandolfi finalizó planteando una cuestión de confianza. El pleno del congreso aprobó la cuestión de confianza con 63 votos a favor.
Renunció al cargo en junio de 1998 tras la intromisión de militares en las negociaciones de la paz con Ecuador.

### Presidente del Consejo de Ministros (1998-1999)
El 21 de agosto de 1998, Pandolfi regresó al cargo de Presidente del Consejo de Ministros.
El 4 de septiembre de 1998, el Congreso de la República le dio el voto de confianza con 63 votos a favor, 17 en contra y 1 abstención.
Renunció al cargo el 3 de enero de 1999.

### Ministro de Transportes y Comunicaciones (1999-2000)
El 3 de enero de 1999, fue designado Ministro de Transportes y Comunicaciones, cargo en el que permaneció hasta el 28 de julio del 2000.

## Procesos judiciales
En 2001 fue acusado constitucionalmente en el Congreso y fue inhabilitado por 5 años para ejercer función pública.
En junio de 2002, la Fiscal de la Nació Nelly Calderón Navarro acusó ante el Congreso a Pandolfi junto a los exministros Jorge Baca Campodónico, Jorge Camet Dickmann y César Saucedo Sánchez por el delito de asociación ilícita para delinquir, colusión ilegal, falsedad genérica, peculado y corrupción de funcionarios en agravio del Estado. Ello debido a los Decretos de Urgencia refrendados junto al Presidente Alberto Fujimori para la compra de aviones a Bielorrusia
En mayo de 2003 el Congreso de la República del Perú aprobó la Resolución Legislativa 015-2002-CR, en la cual se inhabilitó por 10 años a Pandolfi junto a los exministros Víctor Joy Way, Jorge Baca Campodónico, César Saucedo Sánchez, Julio Salazar Monroe y Carlos Bergamino Cruz. En la misma resolución legislativa se acusó a Pandolfi por la presunta comisión de los delitos de Asociación Ilícita para Delinquir, Colusión Ilegal, Peculado, Malversación de Fondos, y Falsedad Ideológica
La inhabilitación a Pandolfi se debió a la infracción de los siguientes artículos de la constitución:
- Artículo 51: La Constitución prevalece sobre toda norma legal.
- Artículo 109: La ley es obligatoria desde el día siguiente de su publicación en el diario oficial.
- Artículo 118 inciso 19: posibilidad del Presidente de dictar medidas extraordinarias - decretos de urgencia.
- Artículo 125 inciso 2: Son atribuciones del Consejo de Ministros la aprobación de proyectos de ley, decretos legislativos, decretos de urgencia.
- Artículo 126: Todo acuerdo del Consejo de Ministros requiere el voto aprobatorio de la mayoría de sus miembros, y consta en acta. Los ministros no pueden ser gestores de intereses.

El 12 de septiembre de 2003, el vocal supremo instructor José María Balcázar Zelada ordenó prisión preventiva para Pandolfi. Tras 29 días en la clandestinidad, Pandolfi se entregó a la justicia y fue internado en el Penal de San Jorge. Sin embargo, a los pocos días, la Sala Penal Especial de la Corte Suprema le concedió arresto domiciliario.
Pese a ser sancionado por el Congreso con una inhabilitación a ejercer funciones públicas por espacio de 10 años desde el 2003, el año 2007 fue nombrado jefe del Programa de Reducción de Vulnerabilidad frente al Evento Recurrente de El Niño (Preven) por el gobierno del APRA. Tras la denuncia de la prensa independiente, Pandolfi fue cesado en el cargo, trayendo a colación la denuncia a los líderes políticos que lo contrataron.
En diciembre de 2012, la Sala Penal Especial de la Corte Suprema fue condenado a cuatro años de prisión suspendida junto a los exministros del gobierno de César Saucedo Sánchez y Jorge Baca Campodónico por el delito de complicidad en colusión por la compra irregular de los aviones MIG 29.